# Куйган (Шардаринський район)
Куйга́н (каз. Құйған) — село у складі Шардаринського району Туркестанської області Казахстану. Входить до складу Жаушикумського сільського округу.
Населення — 158 осіб (2021; 243 у 2009, 164 у 1999, 32 у 1989).